# F9mily (You & Me)
A F9mily (You & Me) Lil Nas X amerikai rapper és énekes dala, Travis Barker közreműködésével, amely a korábbi debütáló középlemezén, a 7-ön jelent meg, 2019-ben. A dalt Lil Nas X és Barker szerezte, míg az utóbbi játszotta a dobokat a dalon és annak producere is volt.

## Háttér
Barker eredetileg a dalt együttesének, a Blink-182-nak a következő stúdióalbumára, a Ninera írta. Barker a következőt mondta a közreműködésről Lil Nas X-szel:
Van egy dalom Lil Nas X-szel, ami rajta lesz az EP-jén. Bejött a stúdióba és lejátszottam neki néhány alapot, amelyekről úgy gondoltam, hogy tetszene neki. Aztán véletlenül lejátszottam valamit és ő rögtön megállt és azt mondta „Ez mi? Ez kell nekem.” Igazából egy ötlet volt a Blink-albumra.
2019. május 14-én Lil Nas X bemutatta a dal egy részletét Instagramon és azt mondta, hogy a dal címe 9 lesz.
Június elején Barker azt nyilatkozta a Spinnek, hogy stúdióban volt Lil Nas X-szel, hogy a középlemezén dolgozzanak.

## Fogadtatás
Mikael Wood (Los Angeles Times) azt írta, hogy a dal „Warped Tour gitárokkal rendelkezik és olyan, mintha koncertekre találták volna ki.” Alex Darus (Alternative Press) szerint a dalnak vannak rock gyökerei.
Brian Josephs (Entertainment Weekly) pedig úgy érezte, hogy egyértelműen a középlemez legrosszabb dala volt „és nem csak azért, mert a pop-punk már leélte idejét. Lil Nas X közömbös hangneme se segít; nem érződik rajta, hogy biztos lenne benne, hogy vissza kell térni a műfajhoz.”

## Slágerlisták
| Slágerlista (2019)            | Legmagasabb pozíció |
| ----------------------------- | ------------------- |
| Új-Zéland Hot Singles (RMNZ)  | 34                  |
| US Hot Rock Songs (Billboard) | 6                   |
| US Rolling Stone Top 100      | 97                  |